# Edmunda Sofía de Sajonia
Edmunda Sofía de Sajonia (en alemán, Erdmuthe Sophie von Sachsen; Dresde, 25 de febrero de 1644-Bayreuth, 13 de junio de 1670) fue una compositora de música, noble alemana, princesa de Sajonia por nacimiento, margravina de Brandeburgo-Bayreuth por matrimonio.

## Infancia
Era hija del elector Juan Jorge II de Sajonia (1613-1680) y de su esposa, Magdalena Sibila de Brandeburgo-Bayreuth (1612-1687), hija del margrave Cristián de Brandeburgo-Kulmbach y Bayreuth (1581-1655), y de María de Prusia (1579-1649).
Recibió una educación rigurosa y completa, donde participó el teólogo y predicador de la corte, Jacob Weller. A la edad de once años, compuso himnos y tratados sobre la historia constitucional y eclesiásticas.

## Matrimonio
El 29 de octubre de 1662 en Dresde se casó con su primo, el margrave Cristián Ernesto de Brandeburgo-Bayreuth (1644-1712). El matrimonio fue muy suntuoso y para la ocasión se llevaron a cabo la comedia musical Sophia de Sigmund von Birken y la ópera Il Paride por Giovanni Andrea Angelini Bontempi.
En Bayreuth, Edmunda Sofía se ocupó ampliamente en estudios científicos y promovió la creación de un Grupo histórico. Su primera novela, "Handlung Alter von der Welt, Heiligenstadt römischen des Reichs Standen, und derselben Beschaffenheit" es una de las primeras obras de la Ilustración.
Murió a la edad de sólo 26 años, víctima de una enfermedad metabólica, y fue enterrada en la iglesia parroquial de la Santísima Trinidad en Bayreuth. De su matrimonio con su primo no había nacido ningún niño. Sophienberg de Bayreuth, construido entre 1663-1668 como su castillo, lleva su nombre.

## Ópera
- Handlung Von der Welt Alter, Des Heiligen Römischen Reichs Ständen, und derselben Beschaffenheit, Bayreuth 1666, Leipzig2 1674;
- Sonderbare Kirchen-, Staat- und Weltsachen, Nürnberg 1676.